# Nick Fury’s Howling Commandos
Nick Fury’s Howling Commandos (рус. Ревущая команда Ника Фьюри или Воющие командос) — серия комиксов, опубликованная издательством Marvel Comics. Серия стартовала в декабре 2005 года и до мая 2006 года было опубликовано шесть выпусков, после чего серия была закрыта. Сюжет рассказывает о команде героев со сверхспособностями, которые являлись подразделением службы Щ.И.Т.. Название связано с серией комиксов Sgt. Fury and his Howling Commandos, которая публиковалась Marvel с 1960-х до середины 1980-х годов, и хотя в названии присутствует имя Ника Фьюри, он появился эпизодически лишь в первом выпуске. За все шесть выпусков официальное название команды не было создано, однако в выпуске Blade vol. 3, #1 в ноябре 2006 года они называли себя S.H.I.E.L.D. Paranormal Containment Unit и в том же номере решили в дальнейшем пользоваться названием Howling Commandos. Автором всех шести выпусков стал Кит Гиффен, работавший вместе с художниками Эдуардо Франциско (#1-2), Дэном Нортоном (#3), Дерреком Окойном (#4-5) и Майком Нортоном (#6).

## Сюжет
Некто могущественный маг, утверждающий, что он есть Мерлин, совершает побег из Щ.И.Т. и захватывает объект под названием Вархаус. Он отправляется в Великобританию, где превращает всю страну в собственную фантазию. Howling Commandos отправляется за ним, чтобы остановить. Команда имеет собственную штаб квартиру — Район 13, секретную базу в введении Щ.И.Т., на которой происходят изучения магических способностей, а также разработок, специализированных для людей, обладающих сверхсилой.

## Персонажи
Некоторые герои серии, включая Брата Вуду и Человека-гориллу, ранее были персонажами серии сверхъестественных комиксов Marvel, некоторые появлялись в антологии научно-фантастических комиксов издательства 1950-х годов, а остальные были новыми персонажами. Сюжет сосредоточен вокруг семи главных персонажей:
- Клэй Куотерман, человек, принял командование подразделением Район 13 в первом номере от Дум-Дум Дугана;
- Вервольф (настоящее время Маркус Винс), полевой командир группы. Оборотень, способный перевоплощаться произвольно, но только по ночам.
- Нина Прайс, дочь вампира и оборотня;
- Н’Канту или Живая мумия, ранее появился в комиксах, фактически мёртв со времён эпохи Древнего Египта.
- Франкенштейн, интеллектуально высокоразвитый клон оригинального Франкенштейна.
- Человек-горилла (настоящее имя Кеннет Мейн), человек, запертый в теле гориллы.
- Джон Доу, зомби, но с высоким уровнем интеллекта, в отличие от остальных зомби вселенной Marvel.
- Грут - охранник Реактивного Енота.
- Морбиус - человек, превратившийся в вампира.

## Появление
Также Данная команда появлялась в сериале Совершенный Человек-Паук.
В данном мультсериале их называют Воющие командос. В состав группы входят:
- Джек Рассел (Ночной оборотень)
- Живая мумия Н’Канту
- Монстр Франкенштейна
- Великан (Леший)
- Макс (Человек-невидимка)

Позже к команде присоединится Блэйд, как выяснится он прежде состоял в данной группе, а затем покинул из-за разногласий с Джеком Расселом.